# Javier Calleja
Pour les articles homonymes, voir Calleja.
Javier Calleja Revilla est un footballeur espagnol, né le 12 mai 1978 à Madrid en Espagne. Il évolue au poste de milieu offensif. Il est désormais entraîneur.

## Biographie
Le 25 septembre 2017, Javier Calleja devient entraîneur du Villarreal CF à la suite du limogeage de Fran Escribá. Il est renvoyé le 10 décembre 2018. Le 29 janvier 2019, à la suite du limogeage de Luis García Plaza, il retrouve sa place d'entraîneur cinquante jours après.
Il est remplacé par Unai Emery au terme de la saison 2019-2020 qui voit Villarreal terminer à la cinquième place.
Le 5 avril 2021, il signe avec le Deportivo Alavés qui occupe la dernière place du championnat. Il parvient à éviter la relégation du club en remportant 15 points en 8 matches. Il est limogé le 28 décembre 2021 alors que le club occupe la 18e place.

## Palmarès

### Clubs
- Villarreal CF
  - Vainqueur de la Coupe Intertoto (2): 2004, 2005